# Tonga Broadcasting Commission
Tonga Broadcasting Commission (TBC) (en tongano: Komisoni Fakamafolalea Tonga, en español: Comisión de Radiotelevisión de Tonga) es la primera y mayor estación de radiotelevisión en Tonga, la cual es propiedad exclusiva del Gobierno de Tonga.
Fundada en 1961, opera dos canales de televisión abierta (Television Tonga y Television Tonga 2), una radio AM comercial (Radio Tonga), una radio FM comercial (Kool 90FM), y una radio repetidora las 24 horas de la señal de Radio Australia (FM103).
La TBC mantiene sus ingresos gracias a la publicidad en radio y televisión, y también gracias a las ventas de su tienda de aparatos de radio ubicada en Vava'u. Su tienda de radioreceptores en el distrito central de comercio de Nukualofa estuvo entre los numerosos negocios destruidos por los disturbios del 16 de noviembre de 2006.